# Paraguassú (U16)
Paraguassú (U16) byl monitor brazilského námořnictva. Byl třetí lodí tohoto jména. Jeho stavba trvala padesát let. Ve službě byl v letech 1940–1972. Za druhé světové války byla jeho úkolem obrana přístavu Salvador.

## Pozadí vzniku
Monitor postavila brazilská loděnice Arsenal de Marinha v Rio de Janeiro. Stavba trvala neuvěřitelných padesát let. Rozestavěn byl 11. června 1890 jako Maranhão, sesterská loď monitoru Pernambuco (P1). Později byly práce přerušeny až do konce 20. let 20. století. Dne 11. června 1931 byl monitor spuštěn pod jménem Vitória, ale následně bylo rozhodnuto dokončit jej v upraven podobě. Trup byl rozšířen, pancéřová ochrana zeslabena, výzbroj změněna, bez použití dělové věže. Stejný zůstal pohonný systém. Podruhé byl monitor spuštěn 28. prosince 1938 pod svým konečným jménem Paraguassú. Do služby byl přijat v 8. května 1940.

## Konstrukce
Monitor byl dokončen s výzbrojí jednoho 120mm/50 kanónu a dvou 47mm/40 (třílibrových) kanónů Hotchkiss. Část trupu chrání boční pancéřový pás o síle 19 mm a paluba o síle 13 mm. Pohonný systém tvořily dva kotle a dva parní stroje o celkovém výkonu 1100 hp, pohánějící dva lodní šrouby. Nejvyšší rychlost dosahovala třináct uzlů. Dosah byl 2000 námořních mil při rychlosti osm uzlů.

### Modifikace
Za světové války výzbroj posílily dvě 87mm houfnice a čtyři 20mm kanóny Oerlikon Mk.4. V roce 1960 byl monitor přezbrojen. Jeho novou výzbroj tvořil jeden 76mm/50 kanón Mk.22, dva 47mm kanóny, dva 40mm/60 kanóny Bofors Mk.3 a šest 20mm kanónů Oerlikon Mk.4.